# Tituly a vyznamenání Paoly Belgické

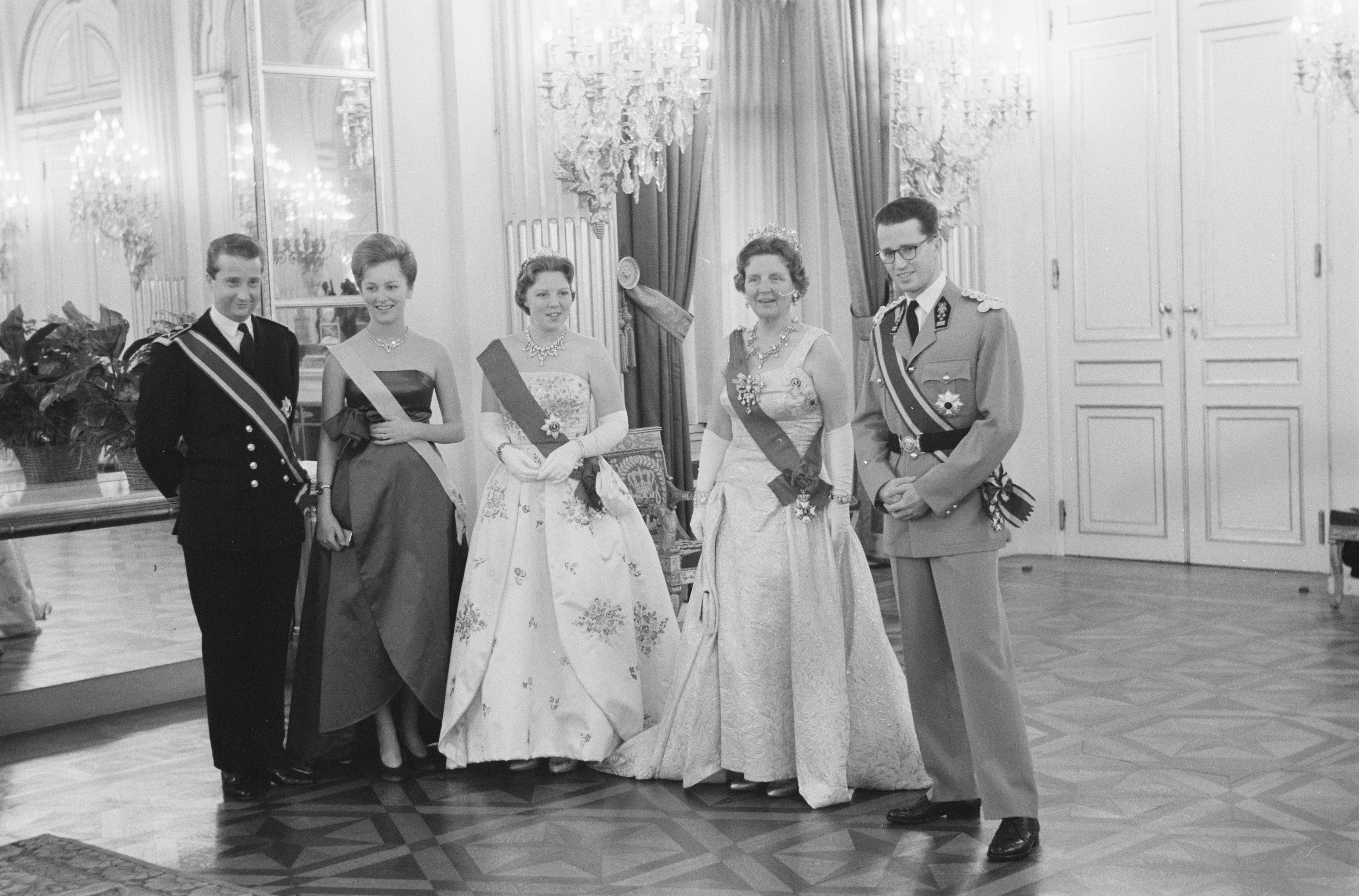
Paola v roce 1960 (druhá zleva)

Královna Paola Belgická, narozená jako princezna Paola Margherita Maria Antonia Consiglia Ruffo di Calabria, obdržela během svého života řadu národních i zahraničních titulů a vyznamenání.

## Tituly

Erb Paoly Belgické jakožto dámy velkokříže Řádu Karla III.

Erb Paoly Belgické jakožto rytíře Řádu Serafínů

- 11. září 1937 – 2. července 1959: Donna Paola princezna Ruffo di Calabria – titul Paoly před jejím sňatkem s korunním princem Albertem (jejímu otci byl udělen titul prince králem Viktorem Emanuelem III. v roce 1928)[1]
- 2. července 1959 – 9. srpna 1993: Její královská Výsost princezna z Lutychu
- 9. srpna 1993 – 21. července 2013: Její Veličenstvo královna Belgičanů
- 21. července 2013 – dosud: Její Veličenstvo královna Paola Belgická

## Vyznamenání

### Belgická vyznamenání
- velkostuha Řádu Leopoldova – 1994

### Zahraniční vyznamenání
- Bulharsko
  -  velkokříž Řádu Stará planina
- Dánsko
  -  rytíř Řádu slona – 16. května 1995[2]
- Estonsko
  -  Řád kříže země Panny Marie I. třídy – 5. června 2008[3]
- Finsko
  -  velkokříž Řádu bílé růže
- Francie
  -  velkokřž Národního řádu za zásluhy
- Itálie
  -  velkokříž Řádu zásluh o Italskou republiku – 12. května 1998[4]
- Japonsko
  -  velkostuha Řádu drahocenné koruny
- Litva
  -  velkokříž Řádu Vitolda Velikého – 16. března 2006[5]
- Lotyšsko
  -  velkokříž Řádu tří hvězd –19. dubna 2007 – udělila prezidentka Vaira Vīķe-Freiberga[6]
- Lucembursko
  -  rytíř Nassavského domácího řádu zlatého lva
- Maroko
  - speciální třída Řádu Muhammada
- Německo
  -  velkokříž speciální třídy Záslužného řádu Spolkové republiky Německo
- Nizozemsko
  -  velkokříž Řádu nizozemského lva
  -  velkokříž Řádu oranžské dynastie
  -  Svatební medaile princezny Beatrix a Clause Van Amsberg
- Norsko
  -  velkokříž Řádu svatého Olafa – 1997
- Polsko
  -  rytíř Řádu bílé orlice
- Portugalsko
  -  velkokříž Řádu Kristova – 13. prosince 1999[7]
- Rakousko
  -  velkohvězda Čestného odznaku Za zásluhy o Rakouskou republiku – 1997[8]
- Rumunsko
  -  velkokříž Řádu rumunské hvězdy – 2009[9]
- Španělsko
  -  dáma velkokříže Řádu Karla III. – 10. září 1994 – udělil král Juan Carlos I.[10]
- Švédsko
  -  rytíř Řádu Serafínů
  -  Medaile k příležitosti 50. narozenin krále Karla XVI. Gustava
- Vatikán
  -  dáma velkokříže s řetězem Rytířského řádu Božího hrobu jeruzalémského
  -  Pro Ecclesia et Pontifice